# 弗蘭克·洛伊德
弗蘭克·洛伊德（英語：Frank Lloyd，1886年2月2日—1960年8月10日）是一名英国出生的美國电影導演，演员，编剧以及制片人。也是美國電影藝術與科學學會的創始成員。

## 生平
弗蘭克·洛伊德是蘇格蘭首位奧斯卡獎得主，並曾入圍過3座奧斯卡獎。1929年，弗蘭克·洛伊德以默片《神圣的女人》獲得奧斯卡最佳導演獎，他也以《厌倦之河》與《Drag》同時入圍奧斯卡最佳導演獎。
1933年，弗蘭克·洛伊德以 《气壮山河》第二度獲得奧斯卡最佳導演獎。
1935年，弗蘭克·洛伊德以 《叛艦喋血記》入圍奧斯卡最佳導演獎，該片也許是他最著名的作品。

## 外部連結
- 弗蘭克·洛伊德在互联网电影资料库（IMDb）上的資料（英文）
- 弗蘭克·洛伊德在豆瓣上的资料（简体中文）
- Frank Lloyd Films website （页面存档备份，存于）, includes additional biographical information